# Carel van Leeuwen Boomkamp

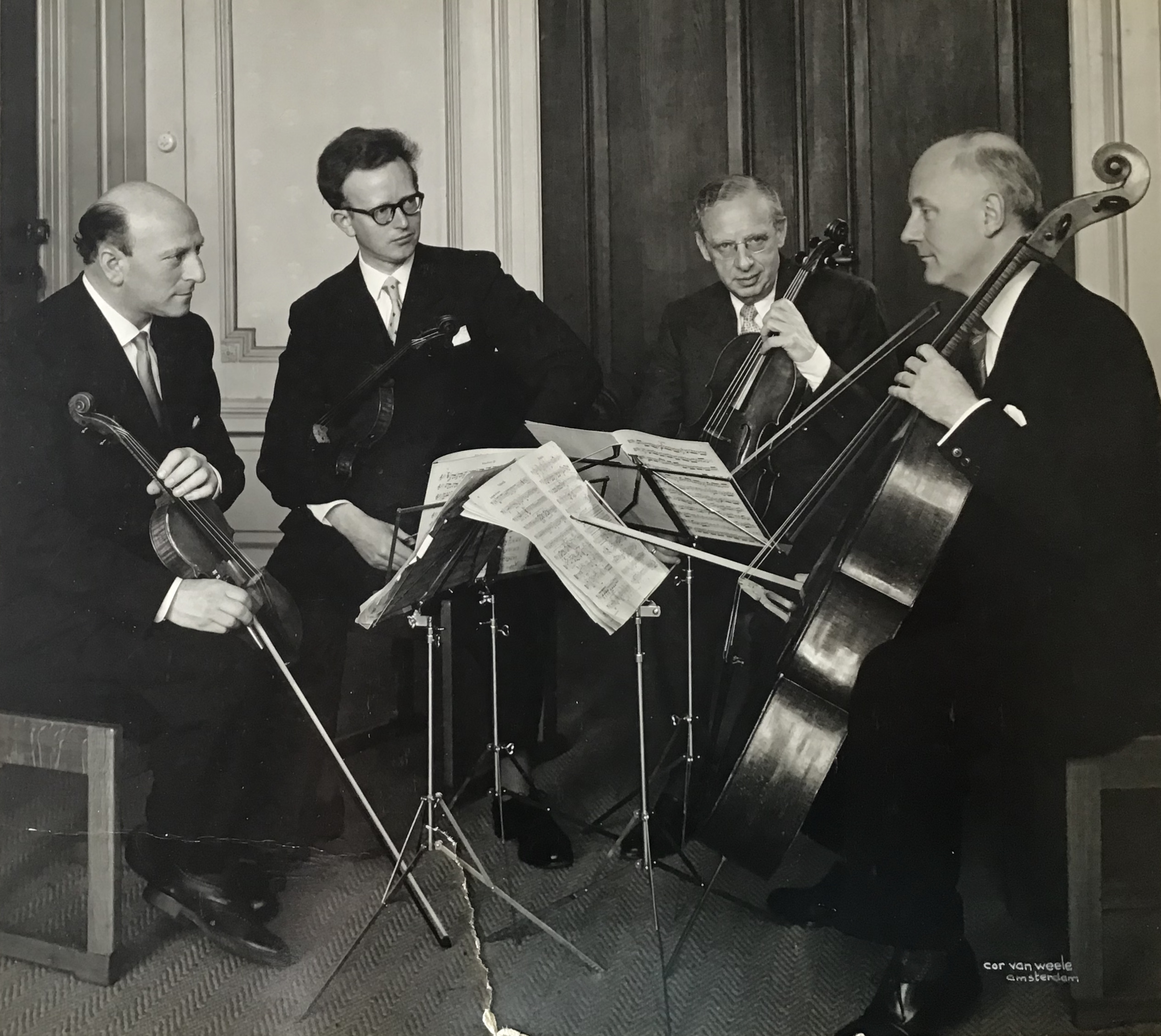
Carel van Leeuwen (rechts) in het Nederlands Strijkkwartet (1954)

Jan Carel van Leeuwen Boomkamp (Borculo, 11 augustus 1906 – Huizen, 11 maart 2000) was een Nederlands cellist. In het buitenland ook wel bekend als Carel Boomkamp ("Leave the lions at home")
Hij was zoon van predikant Willem Diederik van Leeuwen Boomkamp en Christina Maria Catharina Damsté. Hij huwde Anna Jacoba Ronge. Ze kregen twee dochters. Dochter Liesbeth van Leeuwen Boomkamp was tv-producent en was getrouwd met Rob Swanenburg. De jongste dochter, Eleonora van Leeuwen Boomkamp, trouwde met Hendrik Punt. Zij kregen vijf kinderen: Martijn Punt, Karianne Punt, Erik Punt, Valentijn Punt en Elvira Punt. Carel van Leeuwen Boomkamp was een neef van Pyke Koch (1901-1991).
Al tijdens zijn studie aan een Utrechts gymnasium kreeg hij lessen op de cello van Ed/Eduard Ferrée. Hij brak in 1922 zijn studie op het gymnasium af op advies van zijn leraar, de cellist Gérard Hekking, om zich aan de muziek te wijden en kon door een staatsbeurs studeren in Parijs. In 1924 werd hij benoemd tot cellist van het Haarlemse Orkest Vereniging, maar nog geen vijf maanden later zat hij op de stoel van de solocellist van het Concertgebouworkest. Hij zou er tot 1931 spelen. Diverse componisten waaronder Henk Badings (Celloconcert nr. 2), Rudolf Escher en Hendrik Andriessen componeerden werken voor hem. Op wat later leeftijd specialiseerde hij zich in kamermuziek en was onder andere lid van het Nederlands Strijkkwartet, Alma Musica, Musica Antiqua en De Bohemers. Het geven van uitvoeringen combineerde hij met lesgeven aan de Amsterdamse, Utrechtse en Haagse conservatoria. Onder anderen Gustav Leonhardt en Anner Bijlsma waren leerlingen van hem.
Van Leeuwen Boomkamp werd ook bekend als bespeler van de violoncello piccolo en viola da gamba.
Als liefhebber verzamelde hij oude muziekinstrumenten. Zijn verzameling kwam in de belangstelling van de Nederlandse en internationale muziekvakpers en is beschreven door John Henry van der Meer in The Carel van Leeuwen Boomkamp collection of old musical instruments (1971). De collectie werd aangekocht door het Haags Gemeentemuseum. Voorts verscheen van zijn hand het boekwerk De klanksfeer der oude muziek (1947).